# Für Elise

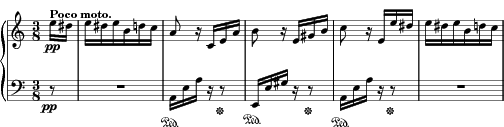
Compassos iniciais de Para Elisa.

A bagatela para piano solo Para Elisa (do alemão Für Elise, Bagatelle N.º 25 em Lá menor, WoO 59 Bia 515), em lá menor, do compositor Ludwig van Beethoven, é entre as obras deste, uma das mais conhecidas mundialmente, a par de sua melodia Quinta Sinfonia, em dó menor (1807-1808, op. 67), e também da sua Nona Sinfonia, em ré menor (1823-1824, op. 125).

## História

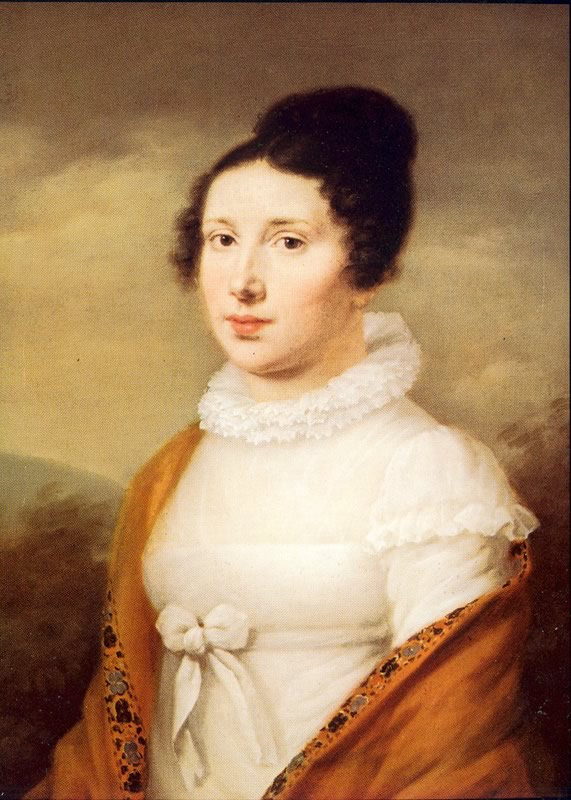
Elisabeth Röckel

Quanto à origem histórica desta bagatela para piano é pouquíssimo conhecida. Sabe-se (pelo rascunho encontrado em 1865) que Beethoven teria composto esta pequena obra, pelos anos de 1809 ou 1810, supostamente em honra de uma senhora a quem propôs casamento, chamada Therese Malfatti (1792-1851), sobrinha do Dr. Giovanni Malfatti (1775-1859), um médico italiano que se instalou em Viena (Áustria), em 1795, que dava assistência ao compositor, tratando-o durante a sua doença final em 1827. Inclusive, à este médico, Beethoven compôs, em Junho de 1814, uma pequena cantata para piano e coro (de sopranos, contraltos, tenores e baixos) "Un lieto brindisi" (WoO 103), também chamada por "Cantata Campestre".
- Problemas na execução dos arquivos? Veja Introdução à mídia.

A partitura original (autografada) desta bagatela para piano foi presenteada, pelo compositor, a Therese em 24 de Abril de 1810 e esteve durante algum tempo em seu poder. Não se sabe ao certo se a data nesta partitura, teria sido Beethoven quem a escreveu ou se foram outras pessoas. Com o tempo, a partitura original extraviou-se, mas, também sabe-se que em 1822, Beethoven emendou o seu rascunho preliminar, guardado nos seus arquivos, para uma possível publicação e que, devido ao seu falecimento, não se realizou. Ou por erro do editor (de facto, a caligrafia caótica de Beethoven foi a causa principal de muitos erros nas primeiras edições das suas obras) ou para não se saber a quem esta peça foi dirigida e oferecida, o certo é que a cópia da partitura autógrafa ou, sua publicação póstuma (realizada pela primeira vez em 1867) tinha o nome ou, então, o pseudónimo alemão de "Für Elise" que, em português, é "Para Elisa". É evidente que não se trata de Elisa , mas, sim, de Therese, indicando um erro do editor.
Em 2010 o musicólogo alemão Klaus Martin Kopitz publicou um livro com a hipótese de Beethoven ter composto a peça para a sua amiga cantora Elisabeth Röckel, chamada «Elise» em Viena, e que casou em 1813 com o compositor Johann Nepomuk Hummel.

## Estrutura
Foi composta no formato de rondó, onde há uma seção principal (A) que aparece três vezes e, entre elas, duas secções (B e C), formando a estrutura "A – B – A – C – A". A seção principal tem fórmula de compasso 3/8, baseada em arpejos que são executados de uma mão para a outra. As duas outras partes possuem uma dificuldade maior execução devido a velocidade, pois têm escalas rápidas, arpejos e fusas na mão esquerda.

## Uso da obra
A música também é muito utilizada como som de espera padrão em alguns dispositivos PABX.
Ela também foi tocada no episódio Treehouse of Horror XIII de Os Simpsons, acidentalmente por Homer.
Sem contar suas diversas aparições em filmes e menções em livros, a exemplo da obra It de Stephen King.

## Bibliográfia
- Ludwig Nohl, Neue Briefe Beethovens, Stuttgart 1867
- Klaus Martin Kopitz, Beethoven, Elisabeth Röckel und das Albumblatt „Für Elise“, Köln: Dohr, 2010, ISBN 978-3-936655-87-2
- Klaus Martin Kopitz, Beethoven’s ‘Elise’ Elisabeth Röckel: a forgotten love story and a famous piano piece, in: The Musical Times, vol. 161, no. 1953 (Winter 2020), p. 9–26 (PDF)